# Raslakite
La raslakite est un minéral rare, du groupe de l'eudialyte, de formule chimique complexe : Na15Ca3Fe2+3(Na,Zr)3Zr3(Si,Nb)[(Si3O9)2(Si9O27)2SiO](OH,H2O)3(Cl,OH), basée sur la formule originale et étendue pour montrer la présence de groupes silicates cycliques. Le silicium supplémentaire et l'oxygène indiqués séparément des groupes cycliques (entre parenthèses) sont en réalité connectés à deux anneaux à neuf membres. Le minéral a une symétrie réduite (groupe d'espace R 3),, de la même manière que certains autres membres du groupe de l' eudialyte : aqualite (en), labyrinthite, onéillite et voronkovite. La spécificité de la raslakite est, entre autres, la présence de sodium et de zirconium au niveau du site M2.  
Découverte en 2003, elle doit son nom aux cirques de Raslak situés à proximité de la localité type.

## Occurrence et association
La raslakite s'est formée dans les roches ignées hautement évoluées, ultra-alcalines et agpaïtiques, âgées de plus de 3 milliards d'années. Elle a été découverte, avec l'ikranite, dans les pegmatites peralcalines du mont Karnasurt, dans le massif de Lovozero, péninsule de Kola, en Russie qui est le seul gisement connu en 2023. Elle y est associée à l'aégirine, à la fluorcaphite, à la kazakovite, à la lamprophyllite, au microcline, à la néphéline et à la terskite.